# Унрош III
Унрош III  (Унрох, Унруох; фр. Unroch III)  (ок. 840—1 июля 874) — маркграф и герцог Фриуля (866—874).
Старший сын Эбергарда Фриульского из династии Унрошидов и его жены Гизелы — дочери императора Людовика Благочестивого.
Женой Унроша III (с 857 года) была Ева (Ава) — дочь Лиутфрида из рода Этихонов, графа Зундгау, племянница императрицы Ирмгарды — жены императора Лотаря I.
У них была дочь, не известная по имени. Также в некоторых генеалогических источниках указывается сын - Унрош IV (859—924), граф Фриуля, существование которого под сомнением.
Преемником Унроша III стал его младший брат Беренгар Фриульский (843—924) — будущий король Италии и император.